# Georg Winter (Archivar)
Georg Winter (* 28. April 1895 in Neuruppin; † 4. Juni 1961 in Koblenz) war ein deutscher Historiker, Archivar und erster Direktor des Bundesarchivs (1952–1960).

## Leben
Georg Winter studierte von 1918 bis 1921 Geschichte an der Universität Berlin. Nach der Promotion absolvierte er 1921/22 den preußischen Archivlehrgang am Institut für Archivwissenschaft in Berlin-Dahlem und fand anschließend eine Anstellung als Archivassistent am Geheimen Staatsarchiv. 1927 folgte die Ernennung zum Staatsarchivrat, 1930 die Abordnung als Geschäftsführer an das Institut für Archivwissenschaft, 1938 die Beförderung zum Staatsarchivdirektor.
Von Juli 1940 bis Oktober 1941 war Winter als Oberkriegsverwaltungsrat in der Gruppe „Archivschutz beim Militärbefehlshaber Frankreich in Paris“ im Einsatz, von Ende 1942 bis 1944 leitete er in Kiew die „Landesverwaltung der Archive, Bibliotheken und Museen“, die dem Reichskommissariat Ukraine unterstellt war. Im Oktober 1942 wurde er vom Stabsführer Gerhard Utikal als stellvertretender Leiter des „Sonderstabs Archive“ des Einsatzstabes Reichsleiter Rosenberg für das Rückwärtige Heeresgebiet Süd ernannt. Im September 1943 organisierte er die Verschleppung unter anderem der Bestände des „Museums für westeuropäische Kunst“ aus dem Kiewer Höhlenkloster und verließ am 25. September mit seinem Mitarbeiter Josef Benzing die Stadt. Er betreute zuletzt die abtransportierten Bestände im Reichsarchiv Troppau. Ende 1944 wurde er als Referent in die Archivabteilung des preußischen Staatsministeriums nach Berlin versetzt.
Von Mai bis Juli 1945 war er kommissarischer Direktor des Geheimen Staatsarchivs. Nach einer kurzen Beschäftigung am Staatsarchiv Hannover übernahm er 1946 die Leitung des Stadtarchivs Lüneburg. 1952 wurde er erster Direktor des neugegründeten Bundesarchivs in Koblenz und leitete dieses bis zu seinem Eintritt in den Ruhestand (1960).

## Schriften (Auswahl)
- Die Ministerialität in Brandenburg. Untersuchungen zur Geschichte der Ministerialität und zum Sachsenspiegel. Oldenbourg, München 1922 (Zugleich: phil. Diss. Berlin 1921).